# Ángel Ortiz Monasterio
Vicealmirante Ángel Ortiz Monasterio Irizarri (1849-1922) fue un marino mexicano que contribuyó de gran manera a la Armada de México.

## Inicios
Nació en la Ciudad de México, Distrito Federal, el 15 de enero de 1849, durante la Guerra de Intervención Estadounidense, por lo que sus padres huyeron de México buscando una mejor vida en España, de dónde era su madre, ya que para ese entonces México había perdido más de la mitad de su territorio.
Realizó sus estudios como marino militar en España, donde fue un destacado estudiante y militar, sirviendo a la Armada Española en las operaciones militares de la Revolución de 1868 y en el asalto a Cartagena, bajo las órdenes del General Juan Prim. Durante estos años, continuaría el conflicto carlista y la guerra con Cuba, eventos en los cuales participaría Ángel. Acciones por las cuales recibió la Medalla de Alfonso XII y la Medalla de la Campaña de Cuba con pasadores de 1871, 1872 y 1873. Concurrió a los diversos movimientos revolucionarios de 1869 y 1870, pasando después a dirigir la campaña de la isla de Cuba, y a los combates de Paso de San Fernando, Laguna de los Indios y al asalto del campamento atrincherado de Curaíto.
Es condecorado con la Cruz de Hierro después de hacer un asalto a Francia y lograr la victoria; Sin embargo, el evento militar que le dio renombre en la Armada Española fue la participación en la captura del buque filibustero Virginius de origen estadounidense, en el año 1873, y que le valió la más alta distinción que en esos años otorgaba España: la medalla Cruz Roja del Mérito Naval. En ese momento era alférez de navío. El capitán de la corbeta Tornado Dionisio Costilla y Asensio lo envía con el también alférez de navío Enrique Pardo, una vez detenido el buque, en uno de los dos botes que registran el Virginius.
En 1878 tras 13 años de servicio en la Marina española, decide ingresar a la Armada de México, queriendo regresar a México después de haber contribuido a la Armada de España. Después de siete meses de servicio en la Armada Mexicana, se le designó al cargo de Jefe del Departamento de Marina, cargo que ejerció durante seis años. Así mismo, después de haber terminado el cargo de Jefe del Departamento de Marina entre 1895 y 1905 desempeñó el cargo de Jefe del Estado Mayor Presidencial. En 1902 recuperó la población de Bacalar que habían ocupado los mayas, durante la Guerra de Castas en Yucatán. Fue, por todo ello, una persona importante en el ámbito naval de la Marina de Guerra y Mercante en México.

## Política y Desenlace
Fue llamado por el presidente Francisco I. Madero quien lo nombró magistrado propietario del Supremo Tribunal Militar, justo cuando se organizaba una conspiración en contra del presidente Madero por los porfiristas Manuel Mondragón, Félix Díaz y Bernardo Reyes, que aunque se encontraban en la cárcel, pudieron organizar una conspiración de esta magnitud con la ayuda del embajador estadounidense Henry Lane Wilson, escapando de la cárcel y aprehendiendo a Gustavo Adolfo Madero y al ministro de Guerra, Ángel García Peña, tomaron el Palacio Nacional que el general Lauro Villar y el vicealmirante Ángel Ortiz Monasterio defendieron atrincherados en nombre del gobierno maderista dónde consiguen la victoria, sin embargo cae herido el General Lauro Villar y Madero tuvo que poner a Victoriano Huerta, que durante la Decena Trágica engañan a las tropas de vicealmirante Ortiz Monasterio simulando una guerra falsa, que concluiría con la muerte de Francisco I. Madero y de José María Pino Suárez, muertos por Aureliano Blanquet, con lo que el vicealmirante Ortiz-Monasterio se negó a reconocer el gobierno de Huerta, por lo que fue aprehendido.
Fue miembro del Poder Judicial Militar, además de ser comandante de la Escuela Corbeta Zaragoza, que fue el primer buque escuela de México, y también realizó el primer viaje de circunnavegación realizado por un buque de la Armada Mexicana. Decidió participar en la política mexicana; lanzándose como diputado al Congreso de la Unión (del 16 de septiembre de 1882 al 15 de septiembre de 1908), habiendo pertenecido a las Legislaturas XI, XII, XIII, XIV, XV, XVI, XVII, XX, XXI, XXII Y XXIII, ocupando la dirección de Guerra y Marina. Finalmente murió el 28 de marzo de 1922.

## Rotonda de las Personas Ilustres
El Cuerpo de Ortiz Monasterio fue inhumado en el Panteón Español de la Ciudad de México, sin embargo, en una campaña impulsada por la Secretaría de Marina de México y por el senador panista por Campeche Sebastián Calderón Centeno se está discutiendo si sus restos deben o no, ser trasladados a la Rotonda de las Personas Ilustres.